# Ilze Rubene
Ilze Rubene, nascuda Ilze Ramane (Riga, 17 de juliol de 1958 - Riga, 15 d'agost de 2002), fou una jugadora d'escacs letona, que tenia el títol de Mestre Internacional Femení. Es va graduar a la Universitat Tècnica de Riga. Des de 1992 a 2002 va viure a Suècia. Va morir prematurament d'un accident de cotxe el 2002.
Va guanyar el campionat femení de Letònia dos cops, el 1976 i el 1995. Els anys 1998 i 1999 va compartir el primer lloc al Torneig Internacional Femení de Suècia.
Va participar, representant Letònia al Campionat d'Europa per equips femení de 1992 a Debrecen, al primer tauler suplent (+2 −3 =1), i el 1996, al segon tauler, a la 32a Olimpíada a Erevan (+1 −3 =5).